# Sailly-au-Bois
Sailly-au-Bois [sajjy ó bua] je francouzská obec v departementu Pas-de-Calais v regionu Hauts-de-France, asi 40 km jihozápadně od Arrasu. V roce 2014 zde žilo 304 obyvatel.

## Poloha obce
Obec leží u hranic departementu Pas-de-Calais s departementem Somme.
Sousední obce jsou: Bayencourt (Somme), Bertrancourt (Somme), Coigneux (Somme), Colincamps (Somme), Courcelles-au-Bois (Somme), Foncquevillers a Hébuterne.

## Vývoj počtu obyvatel
Počet obyvatel